# Palau d'esports de Wukesong

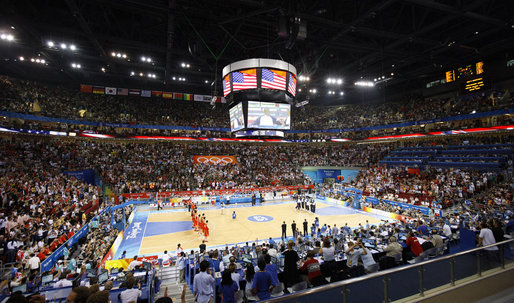
El Palau d'esports de Wukesong durant els Jocs Olímpics de Beijing 2008.

El Palau d'esports de Wukesong (xinès: 北京奧林匹克籃球館) és un pavelló esportiu a Pequín (La Xina) on se celebraran les competicions de bàsquet dels Jocs Olímpics de 2008. El pavelló té una superfície de 63.000 m² i compta amb una capacitat de 18.000 espectadors. Va ser construït per l'estudi d'arquitectes Beijing Wukesong Cultural & Sports CO . Ltd.
Està ubicada en l'àrea del Centre Cultural i Esportiu de Wukesong, districte d'Haidian, a l'occidental de la capital xinesa, a prop de l'Estadi de Beisbol de Wukesong i a uns 14 km al sud-oest del Parc Olímpic.